# Eugenio Montale
Eugenio Montale (Genova, 12. listopada 1896. – Milano, 12. rujna 1981.), talijanski pjesnik, prozaik, urednik i prevoditelj, dobitnik Nobelove nagrade za književnost 1975. godine.

## Život i djelo
Rođen u lučkom gradu Genovi na sjeverozapadu Italije, pohađao je tehničku školu te studirao pjevanje i književnost, no studij nije završio. Sam je stekao ogromnu književnu kulturu. Sudjeluje u Prvom svjetskom ratu. Od 1927. živi u Firenci; ne pristupa fašističkoj stranci pa gubi mjesto kustosa zbirke rijetkih knjiga (Kabinet Vieusseux). Od 1948. radi u Milanu kao novinar, književni urednik, a kasnije i glazbeni urednik dnevnog lista Corriere della Sera. Od 1967. je doživotni senator Republike Italije.
U prvoj zbirci pjesama "Sipine kosti" (Ossi di seppia, 1925) izražava pesimizam poslijeratnog doba, dijelom inspiriran simbolikom poeme Pusta zemlja T. S. Eliota. Čovjekovo stanje Montale dočarava motivima suhog i oporog ligurskog pejzaža te čestim motivima zida ili mreže koji sugeriraju kobnu zarobljenost čovjeka. Spas je moguć tek čudom, neočekivanom prigodom za bijeg. Bitan motiv u zbrici je i Mediteran; pjesnika more i plaši i očarava. Zbirkom "Prigode" (Le occasioni, 1939) Montale se uz Giuseppea Ungarettija i Salvatorea Quasimoda potvrđuje kao vodeći pjesnik talijanskog hermetizma, premda se sam nije posve slagao s takvim određenjem. Slične slike tjeskobne egzistencije i malih, neuhvatljivih bljeskova spasa stvara i u zbirci pjesama "Oluja i drugo" (La bufera e altro, 1956).
Zbriku "Xenia" (1966) čine ljubavne pjesme, sjećanja na suprugu preminulu 1963.
U kasnijim zbirkama "Satura" (1971), "Dnevnik iz 71. i 72." (Diario del ’71 e del ’72, 1973), "Bilježnica četiriju godina" (Quaderno di quattro anni, 1977) i "Ostali stihovi" (Altri versi, 1981) Montale napušta hermetizam i simbolizam. Iako je njegova gorka vizija svijeta i ljudske sudbine ista, sada je izražava drukčijim pjesničkim stilom. Stihove u svojoj kasnijoj fazi piše "sniženim i izravnim, gotovo proznim tonom".
Autor je lirske proze, sabrane u djelu "Leptir iz Dinarda" (La farfalla di Dinard, 1956). Putopisi su mu sabrani u knjizi "Izvan kuće" (Fuori di casa, 1969.), a eseji u knjigama "Čin vjere" (Auto da fé, 1966) i "O poeziji" (Sulla poesia, 1977). Montaleov "Postumni dnevnik" (Diario postumo) izlazi 1991., sa 66 novih, dotad neobjavljenih tekstova.
Na talijanski je prevodio poeziju Shakespearea, Eliota i G. M. Hopkinsa te prozu Cervantesa, Melvillea, O'Neilla i dr. Već za života su ga smatrali jednim od najvećih talijanskih i europskih pjesnika 20. stoljeća. Dobio je brojne književne nagrade, a kritika ga je pozitivno ocjenjivala. Nobelovu nagradu za književnost dobiva 1975; žiri ga je tom prigodom opisao kao "jednog on najznačajnijih pjesnika suvremenog Zapada".